# Xanthia
Xanthia – miejscowość w Południowej Afryce, w prowincji Mpumalanga. Znajduje się w gminie Bushbuckridge w dystrykcie Ehlanzeni. Leży około 70 km na północ od miasta Nelspruit. Xanthia zajmuje powierzchnię 6,40 km². Według spisu ludność przeprowadzonego w 2011 znajdowało się tu 877 gospodarstw domowych i zamieszkiwało 3615 osób, spośród których 99,64% to czarni Afrykanie, natomiast 81,80% posługiwało się językiem tsonga, a 12,09% sotho.